# Гарсия, Рикардо
Рикардо Бермудес Гарсия (порт.-браз. Ricardo Bermudez Garcia; 19 ноября 1975, Сан-Паулу), более известный под именами Рикардо и Рикардиньо (порт.-браз. Ricardinho) — бразильский волейболист, связующий национальной сборной (в 1997—2007 и 2012 годах), чемпион Игр XXVIII Олимпиады в Афинах, двукратный чемпион мира.

## Биография
Рикардо Гарсия родился 19 ноября 1975 года в Сан-Паулу. В 9-летнем возрасте перенёс операцию на левой ноге по удалению доброкачественной опухоли бедренной кости, но начал заниматься волейболом благодаря своему брату, игравшему в клубе «Банеспа» и попросившему тренера разрешить Рикардиньо приходить на тренировки.
В 1993 году Рикардиньо подписал первый контракт с клубом «Кокамар» из Маринги. В 1994—1995 годах он выступал за молодёжную сборную Бразилии, в её составе выиграл континентальное первенство и чемпионат мира в Малайзии, на котором был признан лучшим связующим.
В 1997 году Рикардиньо дебютировал в национальной сборной страны на турнире Мировой лиги. В 2002 году выиграл первый в своей карьере чемпионат мира, а в следующем сезоне заменил в основном составе команды многоопытного связующего Маурисио Лиму и на протяжении пяти лет являлся главным организатором скоростной игры бразильцев, позволившей им выиграть множество титулов. В августе 2004 года Рикардиньо завоевал золотую медаль на Олимпийских играх в Афинах. После Олимпиады начал выступления в чемпионате Италии, в общей сложности провёл на Апеннинах шесть сезонов.
В 2005 году Рикардиньо стал капитаном сборной Бразилии, в 2006-м вновь выиграл чемпионат мира. В июле 2007 года в шестой раз за карьеру стал победителем Мировой лиги и от организаторов «Финала шести» в Катовицах получил награду самому ценному игроку турнира. Однако спустя неделю бразильская сборная стартовала на Панамериканских играх без своего прежнего капитана. Главный тренер южноамериканцев Бернардиньо в качестве причины отчисления спортсмена называл опоздание на тренировочный сбор, но в то же время имелись сообщения о конфликте, который обострился после попытки Рикардиньо склонить команду к решению делиться деньгами, выплачиваемыми на международных турнирах лучшим игрокам в отдельных номинациях, только с партнёрами по команде, но не с тренерским штабом. Об обстоятельствах своего изгнания из сборной Рикардиньо в августе 2007 года рассказал в автобиографической книге Levantando a Vida.
Весной 2010 года Рикардиньо попал в расширенный состав сборной, но не был включён в заявку из 19 игроков на Мировую лигу. Его возвращение в команду состоялось только в 2012 году. Рикардиньо принял участие в розыгрыше Мировой лиги и Олимпийских играх в Лондоне, появляясь на площадке в рамках двойной замены. Финальный матч Олимпиады, в котором бразильцы проиграли сборной России, стал для него последним в национальной команде.
В 2013 году Рикардиньо вернулся в Марингу, где 20 лет назад начиналась его профессиональная карьера и, оставаясь действующим волейболистом, занял должность президента во вновь созданной команде, после долгого перерыва взявшей старт в бразильской Суперлиге.

## Достижения

### В клубной карьере
- Чемпион Бразилии (2001/02, 2002/03), серебряный (2011/12) и бронзовый (2010/11) призёр чемпионатов Бразилии.
- Чемпион штата Сан-Паулу (2010).
- Бронзовый призёр чемпионата Италии (2009/10).

### Со сборной Бразилии
- Олимпийский чемпион (2004), серебряный призёр Олимпийских игр (2012).
- 2-кратный чемпион мира (2002, 2006).
- 4-кратный чемпион Южной Америки (1997, 1999, 2001, 2003).
- 6-кратный чемпион Мировой лиги (2001, 2003, 2004, 2005, 2006, 2007), серебряный (2002) и бронзовый (1999) призёр Мировой лиги.
- Обладатель Кубка мира (2003).
- 2-кратный обладатель Всемирного Кубка чемпионов (1997, 2005), серебряный призёр (2001).
- 3-кратный обладатель Кубка Америки (1998, 1999, 2001).
- Бронзовый призёр Панамериканских игр (2003).
- Серебряный призёр молодёжного чемпионата мира (1995).

### Индивидуальные награды
- MVP «Финала шести» Мировой лиги (2007).
- Лучший связующий молодёжного чемпионата мира (1995), Олимпийских игр (2004), Кубка Америки (2005), Всемирного Кубка чемпионов (2005).